# Elmen
Elmen is een gemeente in het district Reutte in de Oostenrijkse deelstaat Tirol.
Elmen bevindt zich op 978 meter boven de zeespiegel, is 29,63 km² groot en ligt op 23 km ten zuidwesten van Reutte. De gemeente bestaat uit het gelijknamige dorp Elmen en uit de dorpjes Klimm en Martinau. Elmen ligt in het Lechtal tussen Vorderhornbach en Häselgehr in, op de scheiding tussen het hoger gelegen en het lager gelegen deel van het Lechtal (Oberes respectievelijk Unteres Lechtal).
De gemeente ligt op de oostelijke oever van de rivier de Lech. Ten zuiden van de plaats Elmen ligt het begin van de Hahntennjochpas richting Imst. Elmen is een dicht opeengebouwd dorp. Doorgaand verkeer wordt over een rondweg langs Elmen geleid. Voor de inwoners is de boven het dorp gelegen Stablalm een geliefde recreatieplek. In het dorp Martinau staat in mei het vrouwenschoentje (Cypripedium calceolus, de Frauenschuh), in bloei.
Door de eeuwen heen werd het betiteld als Elmenoe, Ellmo en Elbnau. Elmen zou zoveel betekenen als "Ulme", in het Nederlands iep of "olm". Het wapenschild van Elmen beeldt dan ook gestileerde iepenbladeren af.

## Geschiedenis

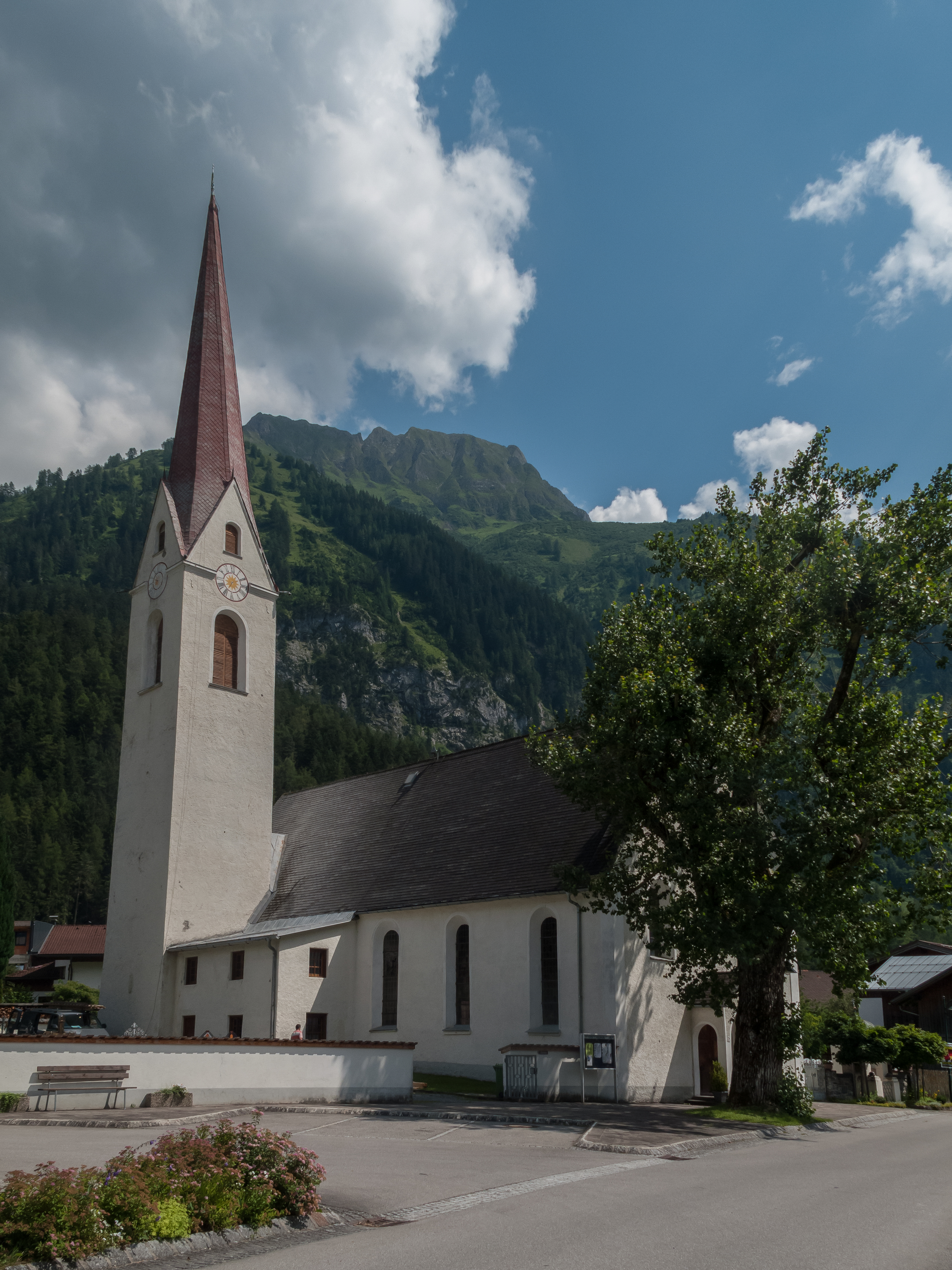
Elmen, kerk: Pfarrkirche zu den Heiligen Drei Königen

De eerste vermelding van Elmen dateert uit 1315: een boedelbeschrijving gaande over de deelgemeente Klimm. Het brandregister uit 1427 spreekt van 122 personen in Elmen. In 1438 werd voor de eerste keer geschreven over een kerk in Elmen; deze zou echter al in de 14de eeuw gebouwd zijn. Voor deze kerk werd een jarenlange strijd gevoerd met de moederkerk van het Lechtal in Elbigenalp. Slechts 1515 werd de kerk van Elmen gewijd en werd een vaste kapelaan aangesteld. Van toen af behoorden Häselgehr, Vorderhornbach, Martinau, Hinterhornbach en Stanzach onder de dekenij van de kapelaan van Elmen.
In de Dertigjarige Oorlog drong een afdeling oorlogsvolk van hertog Bernhard van Weimar door tot in het Lechtal. Aangezien de meeste mannen zich op hun wachtposten in de bergen bevonden, verenigden de vrouwen zich en stapelden op de 'hoge akkergrens' (ten zuidwesten van het dorp) hooibergen waarop ze kleren legden. Daartussen ontstaken ze vuur en liepen eromheen. De soldaten waren van mening dat ze op een overmacht gestoten waren en trokken zich terug. Bij Martinau zouden ze toch door de toegesnelde mannen tot staan gebracht en verslagen zijn. Sedertdien hebben de vrouwen van Elmen het recht om in de kerk vóór de mannen naar de offerande te gaan.
Het droevigste jaar voor Elmen was 1664, toen bij het hooien op de "Obere Berg" boven de Stablalm 40 mannen door een lawine bedolven werden. De kroniek meldt dat "22 vrouwen weduwe geworden waren". Verder waren ook 1880 en 1903 ongeluksjaren: op kerstdag 1880 brandden 13 huizen af in Elmen en in maart 1903 brandden op een na alle huizen van Martinau af, inclusief de kerk.
In Elmen bevond zich het wisselstation voor paarden van de postkoets. Deze postkoets reed in 1861 voor het eerst door het Lechtal; de eerste postauto was er vanaf 1920.
In de tweede helft van de negentiende eeuw trokken dikwijls zang- en jodelgroepen vanuit Elmen naar het buitenland, om wat geld te verdienen.
Terwijl de economische opbloei na de Eerste Wereldoorlog maar langzaam van de grond kwam, ging ze na de Tweede Wereldoorlog snel vooruit door het vreemdelingenverkeer. Tegenwoordig staan er in Elmen en Martinau twee gasthofen, twee geëxploiteerde berghutten op de Stablalm en één brandewijnstokerij. De parochiekerk van de Heilige Drie Koningen werd na een brand in 1897 heropgebouwd en kreeg haar huidige vorm in 1909. De Sint-Jozefkapel te Martinau dateert uit 1634.
Bron:
- Friedel Berger Lechtal

Bach · Berwang · Biberwier · Bichlbach · Breitenwang · Ehenbichl · Ehrwald · Elbigenalp · Elmen · Forchach · Grän · Gramais · Häselgehr · Heiterwang · Hinterhornbach · Höfen · Holzgau · Jungholz · Kaisers · Lechaschau · Lermoos · Musau · Namlos · Nesselwängle · Pfafflar · Pflach · Pinswang · Reutte · Schattwald · Stanzach · Steeg · Tannheim · Vils · Vorderhornbach · Wängle · Weißenbach am Lech · Zöblen
- Gemeinsame Normdatei: 4363513-1
- Virtual International Authority File: 247362157